# Vielle-Soubiran

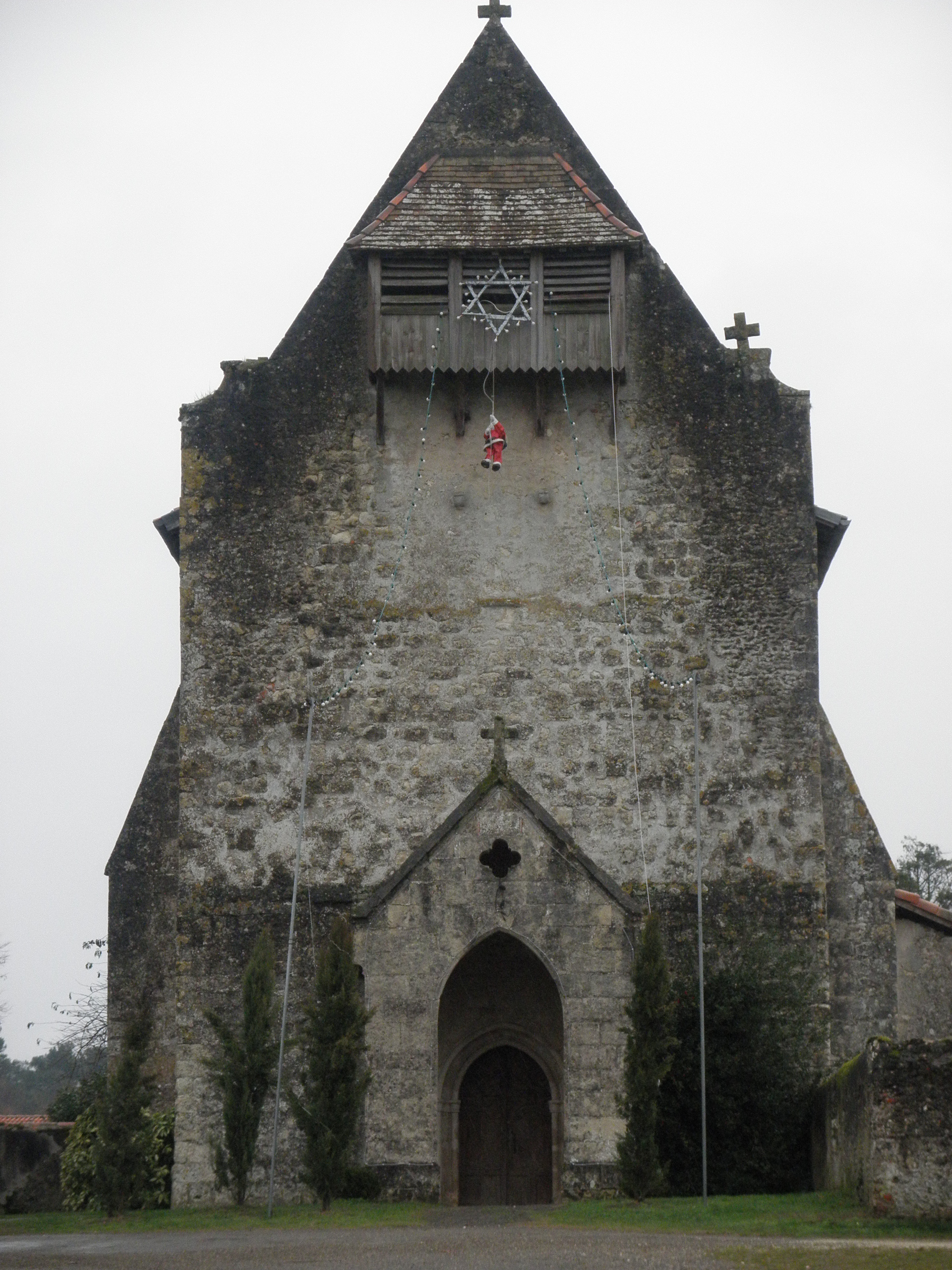
Kerk

Vielle-Soubiran is een gemeente in het Franse departement Landes (regio Nouvelle-Aquitaine) en telt 197 inwoners (1999). De plaats maakt deel uit van het arrondissement Mont-de-Marsan.

## Geografie
De oppervlakte van Vielle-Soubiran bedraagt 34,7 km², de bevolkingsdichtheid is 5,7 inwoners per km².
De onderstaande kaart toont de ligging van Vielle-Soubiran met de belangrijkste infrastructuur en aangrenzende gemeenten.

## Demografie
Onderstaande figuur toont het verloop van het inwonertal (bron: INSEE-tellingen).